# Benjamin Zébazé
Benjamin Zébazé est un journaliste, éditeur, et entrepreneur camerounais. 
Il est connu pour son rôle dans la presse privée au Cameroun, notamment durant les années 1990.

## Biographie

### Origines et débuts
Benjamin Zébazé faiat une entrée remarquée dans le monde de la presse en 1991, en lançant Challenge Hebdo, un hebdomadaire. Il fonde ensuite Le Quotidien, le premier quotidien camerounais. Ces journaux, aux côtés du Messager de Pius Njawe, jouent un rôle important pendant la période de multipartisme et de contestation au Cameroun.
Dans les années 90, Benjamin Zébazé est un leader de la presse au Cameroun. Son journal Challenge Hebdo atteignant un tirage de 70 000 exemplaires et Le Quotidien à 25 000 exemplaires. Il se distingue par ses scoops, ses enquêtes et ses révélations, devenant une voix pour le peuple camerounais.

### Liberté de la presse et imprimerie
Benjamin Zébazé est un fervent défenseur de la liberté de la presse, défiant la censure gouvernementale et contribuant à l'établissement d'une presse libre au Cameroun. Il refuse de soumettre ses textes à la censure préalable du ministère de l'Administration Territoriale, un acte suivi par d'autres patrons de presse. Il travaille à la création d'une imprimerie indépendante, l'imprimerie Saint François, en réaction à la censure. Cette imprimerie sert de refuge à la presse libre du Cameroun, d'autres pays d'Afrique Centrale et du Zaïre. Benjamin Zébazé, avec Pius Njawe et Séverin Tchounkeu, jouent un rôle clé dans l'obtention de la liberté de créer des médias et dans la suppression de la censure administrative. L'imprimerie a été encerclée par les forces de l'ordre, mais les journaux ont continué de paraître grâce à un passage secret. Il considère que les lois camerounaises sur la liberté de la presse sont en partie le fruit de ses efforts, avec ceux de Njawe et Tchounkeu.

### Expériences de torture
Benjamin Zébazé, lui-même victime de pressions et de suspensions, avec une dizaine de suspensions depuis 1990, a dénoncé les actes de torture et de violence physique sur des figures publiques comme Séverin Tchounkeu, Jean Jacques Ekindi, Samuel Eboua, et Charles Tchoungang en raison de leurs opinions. Plusieurs de ses collaborateurs ont subi des violences, comme Nicolas Tejoumessie, Pauline Poinsier Manynga, Théodore Tsapi et Youmbi Jean Marie.

### Entrepreneuriat
En plus de son travail dans les médias, Zébazé s'est lancé dans la construction du premier tricycle camerounais, présenté au groupe brassicole Kadji pour des tests de performance. Il avait déjà fait appel à l'expertise de Kadji Defosso lors de la création de sa première imprimerie et de son premier journal.

### Controverses
Benjamin Zébazé a été suspendu à plusieurs reprises par le Conseil national de la communication (CNC) du Cameroun. En 2018, il a été suspendu après avoir qualifié le président Paul Biya de « roi fainéant ». Il a dénoncé les motivations politiques derrière ces suspensions, soulignant que plusieurs membres du CNC n'avaient pas les qualifications nécessaires pour occuper leurs postes. Il a critiqué le clientélisme au sein du CNC.